# Psusennes III
Psusennes III (... – 945 a.C.) è stato un Primo Profeta di Amon durante la XXI dinastia egizia.

## Biografia
Psusennes è la forma greca, deformata, di
| G40 | N14 · N28 · n | O49 |

p3 sb3 ḫˁỉ n nỉwt - Pasebakhaienniut (La stella che appare sulla città di Tebe)
La controversia se Psusennes III e Psusennes II siano stati o meno la medesima persona è ancora aperta (si tenga presente che gli ordinali II e III sono stati "assegnati", per comodità, dagli storici moderni). Alcuni studiosi si stanno orientando a considerare che si tratti di due personaggi differenti mentre altri, allineandosi a von Beckerath, ritengono che si tratti della stessa persona che dopo aver ricoperto il ruolo di Primo Profeta abbia esteso la sua area di potere fino al Basso Egitto attribuendosi la completa titolatura reale. In un graffito redatto in ieratico, proveniente dal tempio di Ptah ad Abido, Pasebakhaienniut è indicato come Re dell'Alto e Basso Egitto, alto sacerdote (non Primo Profeta) di Amon-Ra e capo dell'esercito.